# Master of Reality
Master of Reality je třetí album od legendární britské heavymetalové skupiny Black Sabbath vydané roku 1971. V Británii dosáhlo 5. příčky.
Na tomto album kytarista Tony Iommi poprvé přeladil svou kytaru o tři půltóny dolů na C♯, aby snížil napětí strun, čímž se jeho zraněným prstům hrálo lépe. Díky tomu se hlubší a "blátivější" zvuk stal jakousi známkou tohoto alba.
Texty se zabývají drogami, samotou, válkou a teologií. Text pro skladbu "After Forever" napsal Tony Iommi (jediný sabbathovský text doposud připisovaný pouze jemu). Téma skladby je silně křesťanské.
Master of Reality je také citováno jako vlivné na mnoho stoner metalových a sludge metalových muzikantů.
Po úspěchu alba Paranoid nevymýšleli Black Sabbath nic nového a šli dál v zajetých stopách. Třetí album je namícháno ze stejných ingrediencí jako jeho předchůdce – masivní kytarové riffy, hutný zvuk, temná atmosféra a Osbournův naříkavý zpěv. Čestnou výjimkou je pomalá balada "Solitude". Skupina na tomto albu začala poprvé zlehka experimentovat s dotáčkami ve studiu; Ward použil ve skladbě "Children of the Grave" zvuky, které nasnímal při hraní na formu na paštiky. Ačkoli se zde nevyskytuje tolik metalových drahokamů jako na druhém LP, najde se tu několik sabbatovských evergreenů, mezi než patří písně "Sweet Leaf" nebo právě "Children of the Grave". Nelze se přesto zbavit dojmu, jakoby skupina trochu přešlapovala na místě a hledala směr, kam se posunout.
V žebříčku časopisu Billboard Master of Reality dosáhlo 8. pozice a roku 2003 album dosáhlo 298 pozice v žebříčku časopisu Rolling Stone 500 greatest albums of all time.
Bylo to třetí a poslední album od Black Sabbath, které produkoval Rodger Bain.
Mnoho skladeb by mohlo být zahráno na The Reunion Tour (více než na turné tehdy pro toto album).

## Seznam skladeb
Autory skladeb jsou Ozzy Osbourne, Tony Iommi, Geezer Butler a Bill Ward, pokud není uvedeno jinak.
| Pořadí | Název                   | Autor | Délka |
| ------ | ----------------------- | ----- | ----- |
| 1.     | Sweet Leaf              |       | 5:05  |
| 2.     | After Forever           | Iommi | 5:27  |
| 3.     | Embryo (instrumentální) | Iommi | 0:28  |
| 4.     | Children of the Grave   |       | 5:17  |
| 5.     | Orchid                  | Iommi | 1:30  |
| 6.     | Lord of This World      |       | 5:25  |
| 7.     | Solitude                |       | 5:02  |
| 8.     | Into the Void           |       | 6:12  |

## Sestava
- Ozzy Osbourne – Zpěv
- Tony Iommi – Kytara, flétna, piano
- Geezer Butler – Baskytara
- Bill Ward – Bicí, doprovodný zpěv
- Keef – foto, design plakátu
- Mike Stanfod – art direction

## Historie vydání
| Země               | Datum              | Známka                |
| ------------------ | ------------------ | --------------------- |
| Spojené království | 21. července, 1971 | Vertigo Records       |
| USA                | 1971               | Warner Bros.          |
| Spojené království | 1996               | Castle Communications |
| Spojené království | 2004               | Sanctuary Records     |